# Szudán a 2008. évi nyári olimpiai játékokon
Szudán a kínai Pekingben megrendezett 2008. évi nyári olimpiai játékok egyik részt vevő nemzete volt. Az országot az olimpián 2 sportágban 9 sportoló képviselte, akik összesen 1 érmet szereztek.

## Érmesek
| Érem  | Versenyző             | Sportág  | Versenyszám |
| ----- | --------------------- | -------- | ----------- |
| Ezüst | Iszmáíl Ahmed Iszmáíl | Atlétika | Férfi 800 m |

## Atlétika
Férfi

| Versenyző                | Versenyszám | Előfutam | Előfutam | Előfutam | Elődöntő | Elődöntő | Elődöntő | Döntő   | Döntő    |
| Versenyző                | Versenyszám | Idő      | Hely.    | Össz.    | Idő      | Hely.    | Össz.    | Idő     | Helyezés |
| ------------------------ | ----------- | -------- | -------- | -------- | -------- | -------- | -------- | ------- | -------- |
| Nagm ed-Dín Ali Abu Bakr | 400 m       | 47,12    | 8.       | 50.      | kiesett  | kiesett  | kiesett  | kiesett | kiesett  |
| Iszmáíl Ahmed Iszmáíl    | 800 m       | 1:45,87  | 2.       | 8.       | 1:44,91  | 2.       | 2.       | 1:44,70 |          |
| Abu Baker Káki Hamísz    | 800 m       | 1:46,98  | 1.       | 23.      | 1:49,19  | 8.       | 24.      | kiesett | kiesett  |
| Abdalláh Abd el-Gádir    | 1500 m      | 3:47,65  | 13.      | 45.      | kiesett  | kiesett  | kiesett  | kiesett | kiesett  |

Női

| Versenyző         | Versenyszám    | Előfutam | Előfutam | Előfutam | Elődöntő | Elődöntő | Elődöntő | Döntő   | Döntő    |
| Versenyző         | Versenyszám    | Idő      | Hely.    | Össz.    | Idő      | Hely.    | Össz.    | Idő     | Helyezés |
| ----------------- | -------------- | -------- | -------- | -------- | -------- | -------- | -------- | ------- | -------- |
| Navál el-Dzsák    | 400 m          | 52,77    | 3.       | 30.      | 54,18    | 8.       | 24.      | kiesett | kiesett  |
| Muna Dzsábir Ádam | 400 m gát      | 57,16    | 5.       | 20.      | kiesett  | kiesett  | kiesett  | kiesett | kiesett  |
| Muna Durka        | 3000 m akadály | 9:53,09  | 9.       | 38.      |          |          |          | kiesett | kiesett  |

| Versenyző     | Versenyszám | Selejtező             | Selejtező             | Döntő    | Döntő    |
| Versenyző     | Versenyszám | Eredmény              | Helyezés              | Eredmény | Helyezés |
| ------------- | ----------- | --------------------- | --------------------- | -------- | -------- |
| Yamilé Aldama | Hármasugrás | érvényes ugrás nélkül | érvényes ugrás nélkül | kiesett  | kiesett  |

## Úszás
Férfi

| Versenyző  | Versenyszám | Előfutam | Előfutam | Előfutam | Elődöntő | Elődöntő | Elődöntő | Döntő   | Döntő    |
| Versenyző  | Versenyszám | Idő      | Hely.    | Össz.    | Idő      | Hely.    | Össz.    | Idő     | Helyezés |
| ---------- | ----------- | -------- | -------- | -------- | -------- | -------- | -------- | ------- | -------- |
| Ahmed Ádam | 50 m gyors  | 30,12    | 8.       | 93.      | kiesett  | kiesett  | kiesett  | kiesett | kiesett  |